# Jan Johansen (Musiker)

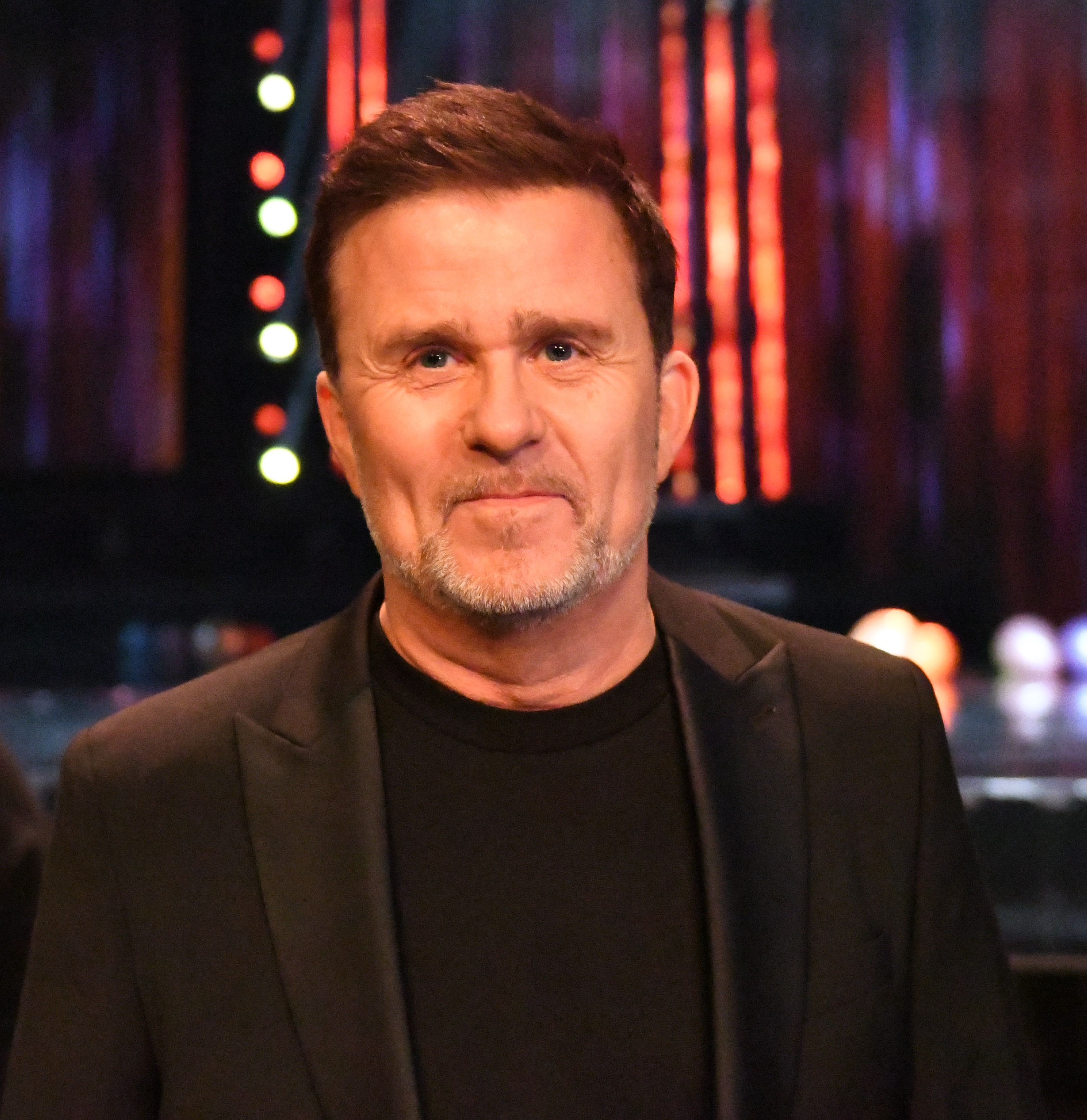
Jan Johansen (2020)

Jan Christian Johansen (* 9. Januar 1966 in Stockholm) ist ein schwedischer Sänger. Er ist der Sohn des Jazzmusikers Egil Johansen.

## Leben
Jan Johansens Karriere begann in der Band Magnum Bonum. Dort ersetzte er deren Sänger Lars Listrom, der 1983 an Krebs verstarb. Danach wurde er der Leadsänger der Coverband Off Duty.
Als Gewinner des Melodifestivalen 1995 durfte er Schweden beim Eurovision Song Contest 1995 in Dublin vertreten. Mit seiner Ballade Se på mig (schwedisch für Sieh mich an) erreichte er den dritten Platz. In den schwedischen Charts ging der Titel direkt auf Platz 1. Er nahm von 2001 bis 2003 wiederholt an den Melodifestivalen teil, konnte dann aber keinen Sieg mehr erringen.
Gemeinsam mit Colette van Luik gab er 2013 seine Biografie Med nya ögon (Mit anderen Augen) heraus.
Im Februar 2020 nahm er mit dem von Thomas G:son geschriebenen Miraklernas tid noch einmal beim Melodifestivalen teil, erreichte im zweiten Halbfinale aber nur den siebten und damit letzten Platz.

## Diskografie

### Alben
| Jahr | Titel           | Höchstplatzierung, Gesamtwochen, AuszeichnungChartsChartplatzierungen (Jahr, Titel, Platzierungen, Wochen, Auszeichnungen, Anmerkungen) | Anmerkungen |
| Jahr | Titel           | SE | Anmerkungen |
| ---- | --------------- | --- | ----------- |
| 1995 | Jan Johansen    | SE2 Gold · (23 Wo.)SE |             |
| 1996 | Jan Johansen 2  | SE23 (9 Wo.)SE |             |
| 2001 | Fram till nu    | SE36 (3 Wo.)SE |             |
| 2002 | Hela vägen fram | SE29 (5 Wo.)SE |             |
| 2003 | X My Heart      | SE44 (1 Wo.)SE |             |
| 2014 | Min Jul         | SE12 (1 Wo.)SE |             |

Weitere Alben
- 2010: En ny bild av mig

### Singles
| Jahr | Titel Album                           | Höchstplatzierung, Gesamtwochen, AuszeichnungChartsChartplatzierungen (Jahr, Titel, Album, Platzierungen, Wochen, Auszeichnungen, Anmerkungen) | Anmerkungen           |
| Jahr | Titel Album                           | SE | Anmerkungen           |
| ---- | ------------------------------------- | --- | --------------------- |
| 1995 | Se på mig Jan Johansen                | SE1 (31 Wo.)SE |                       |
| 1996 | Mitt hjärta i din hand Jan Johansen 2 | SE51 (1 Wo.)SE |                       |
| 1996 | Kommer tid, kommer vår Jan Johansen 2 | SE38 (6 Wo.)SE | mit Jill Johnson      |
| 2001 | Ingenmansland –                       | SE21 (5 Wo.)SE |                       |
| 2002 | Sista andetaget Hela vägen fram       | SE13 (14 Wo.)SE |                       |
| 2003 | Let Your Spirit Fly X My Heart        | SE10 (15 Wo.)SE | mit Pernilla Wahlgren |
| 2005 | Röd mustang –                         | SE16 (5 Wo.)SE |                       |
| 2006 | Röd mustang (Remix) –                 | SE24 (8 Wo.)SE |                       |
| 2010 | Cyanid En ny bild av mig              | SE19 (3 Wo.)SE |                       |